# Marmosa brasilera
La marmosa brasilera (Marmosops paulensis) és una espècie d'opòssum de Sud-amèrica. És originària del Brasil.